# Pupenové kultury
Pupenové kultury (též kultury meristrémů, kultury vzrostných vrcholů) jsou kultury rostlinných explantátů, které jsou založeny z asepticky izolovaných vzrostných vrcholů hlavních (apikálních) nebo úžlabních (auxiliárních) pupenů. Jako první vyvíjel pokusy v tomto smyslu americký botanik a fyziolog William Jacob Robbins (1890–1978) ve 20. letech 20. století. Za zakladatele této mikropropagační metody umělého rozmnožování rostlin je považován americký botanik Ernest Aubrey Ball (1909–1997), který ve 40. letech 20. století poprvé definoval ucelené představy a postupy tohoto oboru. 
Smyslem pupenových kultur je rychlé a efektivní množení rostlin, které zajišťuje vysoký stupeň jistoty, že vzniklá populace klonů zůstane prosta infekčních agens, kterými mohla být zasažena mateřská rostlina. Proto se rozmnožování provádí z co nejmenší části vzrostného vrcholu, který je považován za infekcí prostou část rostliny.
Zvláštní typ pupenových kultur představují kultury stonkových řízků (rostlina se založí z auxiliárního pupenu). Je to jedna z nejprimitivnějších technik. Její výhodou je jednoduchost a efektivita, ovšem nedochází při ní k relevantní eliminaci infekční agens.